# Derek Shepherd
Derek Christopher Shepherd, ook gekend als "McDreamy", is een fictieve chirurg uit het programma Grey's Anatomy, gespeeld door acteur Patrick Dempsey.
Hij deed zijn intrede in aflevering 1 van seizoen 1, "A Hard Day's Night", welke werd uitgezonden op 27 maart 2005 in de (USA). Derek was 12 jaar lang getrouwd met Dr. Addison Montgomery (Kate Walsh), tot hun scheiding in 2006. Voor zijn dood in 2015 was Derek getrouwd met dr. Meredith Grey (Ellen Pompeo). Het stel heeft samen 3 kinderen, van wie 1 geadopteerd. Derek was vroeger het Hoofd Chirurgie aan het Seattle Grace Mercy West Hospital, maar na het schietincident in 2007 heeft hij dit stopgezet. Voor zijn vertolking van de rol van Derek Shepherd, werd Patrick Dempsey genomineerd voor de Golden Globe in de categorie Beste uitvoering door een Acteur in een dramaserie in 2006 en 2007. In 2006 werd hij ook nog genomineerd voor de SAG Award in de categorie Buitengewone Uitvoering door een Acteur in een Dramaserie.